# Wołacz
Wołacz (łac. vocativus) – przypadek gramatyczny, piąty lub siódmy przypadek polskiej deklinacji, występuje także w wielu innych językach.

## Etymologia
Polska nazwa wołacza jest tłumaczeniem z terminologii łacińskiej (vocativus). Nazwa łacińska z kolei oparta jest na greckiej (κλητική). 

## Funkcje
Wołacza używa się w zawołaniach, bezpośrednich zwrotach (apostrofa), w funkcji apelu. Rzeczownik lub inna część mowy w wołaczu nie ma bezpośredniego związku z resztą zdania (nie wskazuje na związki zachodzące między nią samą a innymi wyrazami w zdaniu), nie można też zadać odpowiadającego mu pytania, popularnie używanego do określania innych przypadków (np. „kogo? czego?” – dopełniacz, „kogo? co?” – biernik). Wyrazy w wołaczu stoją niejako „obok” reszty zdania. Oddziela się je przecinkiem.

## W języku polskim

### Formy
W języku polskim osobne formy wołacza posiadają tylko rzeczowniki rodzaju męskiego i żeńskiego w liczbie pojedynczej. W rodzaju nijakim oraz w liczbie mnogiej forma wołacza jest zawsze równa mianownikowi (jest to prawdopodobnie synkretyzm odziedziczony z prajęzyka). Przymiotniki, zaimki, liczebniki itd. także mają wołacz zawsze identyczny z mianownikiem.
| Końcówki wołacza różnego od mianownika | Końcówki wołacza różnego od mianownika                                               | Końcówki wołacza różnego od mianownika                                                                     | Końcówki wołacza różnego od mianownika  | Końcówki wołacza różnego od mianownika |
| -------------------------------------- | ------------------------------------------------------------------------------------ | --- | --------------------------------------- | -------------------------------------- |
| Sytuacja                               | męskie twardotematowe z wyjątkiem większości z tematem zakończonym na -k-, -g-, -ch- | męskie miękkotematowe i większość z tematem zakończonym na -k-, -g-, -ch-, niektóre żeńskie miękkotematowe | większość żeńskich z końcówką M.l.p. -a | żeńskie z końcówką M.l.p. -0           |
| Końcówka                               | -ie                                                                                  | -u | -o                                      | -i (nie -o)                            |
| Przykłady                              | psie, kocie, szczurze!                                                               | smoku, duchu, rysiu, koszu, Kasiu!                                                                         | falo, małpo!                            | miłości, myszy!                        |

W rodzaju męskim występują także nieliczne formy nieregularne, np. „Boże!” zamiast spodziewanego „Bogu!”, 
„człowiecze!” (przestarzałe) obok „człowieku!”. Są to pozostałości deklinacji prasłowiańskiej, w której końcówką wołacza męskich rzeczowników o-tematowych zakończonych na spółgłoskę twardą – także „k” i g” – było zawsze -e. Z kolei forma „synu!” (zamiast „synie!”) kontynuuje prasłowiańską deklinację u-tematową.

### Synkretyzm wołacza i mianownika
Często słyszy się, że wołacz jest w języku polskim formą zanikającą, coraz częściej zastępowaną przez mianownik. Jest to częściowo prawdą (częściowo może to być zjawisko uwarunkowane regionalnie lub środowiskowo), jednak zjawisko to dotyczy przede wszystkim imion osobowych – formy typu „Marek!”, „Agnieszka!” są w dzisiejszym języku polskim (zwłaszcza mówionym) znacznie powszechniejsze niż „Marku!”, „Agnieszko!”. Używanie imion osobowych w wołaczu w języku mówionym jest dzisiaj odbierane jako bardzo formalne lub też żartobliwe. W języku pisanym, zwłaszcza oficjalnym, zastępowanie wołacza mianownikiem jest natomiast uznawane za błąd językowy. Stąd też zwracając się do adresata, np. w liście, używa się zawsze wołacza, także w przypadku imion.
Jednak także w codziennej polszczyźnie mówionej większość kontekstów poza izolowanymi imionami osobowymi nie 
dopuszcza zastępowania wołacza mianownikiem, zwłaszcza w następujących sytuacjach:
- Gdy zwracamy się do adresata wypowiedzi określając jego funkcję lub atrybut: „Przybywasz za późno, bohaterze” lub „Przepraszam, szefie” to naturalne i poprawne zdania, natomiast „Przybywasz za późno, bohater” i „Przepraszam, szef” są niepoprawne. Oprócz tego wołacz jest zawsze używany w wielkiej ilości bardziej formalnych, utartych zwrotów do osób pełniących pewną funkcję, w rodzaju „Panie doktorze!”, „Panie prezesie!”.
- Gdy przed imieniem występują przymiotniki, zaimki wskazujące lub dzierżawcze i inne wyrazy pełniące podobną funkcję w zdaniu, np. „Nie ruszaj tego, mały głuptasie!”, „Nie rozumiesz mnie, moja droga Basiu!” są poprawne, natomiast „Nie ruszaj tego, mały głuptas!”, „Nie rozumiesz mnie, moja droga Basia!” są co najmniej wątpliwe, lub też po prostu wyrażają nieco inną treść (druga część zdania nie jest tu odbierana jako zwrot do adresata, a orzeczenie czegoś o nim). Także w wezwaniach do świętych „Święty Jacku z pierogami!”, „Święta Katarzyno!”.
- Gdy zwrot do adresata ma zabarwienie pejoratywne, lekceważące itp.: „Zostaw mnie, idioto!”, „Znów ci się nie udało, frajerze!”, „Nie tak, debilu!” (natomiast np. w zdaniu „Nie tak, debil!”, analogicznie do punktu powyższego, część wypowiedzenia po przecinku nie zostanie odebrana jako bezpośredni zwrot do adresata).
- Zawsze po zaimku osobowym II. osoby: „Ty dobroczyńco!” („Dobroczyńco ty mój!”), „Ty kłamczuchu!”, „Ty Marto jedna!”, „Ty Marku!”. Zwroty typu „Ty dobroczyńca!” w języku polskim nie występują.
- W wielkiej liczbie utartych wyrażeń w rodzaju „O, Matko!”, „O, Boże!”.

Ciekawym zjawiskiem jest również występujący w języku potocznym proces odwrotny do wyżej opisanego, czyli 
występowanie wołacza w miejscu mianownika, np. „Józiu przyszedł” zamiast „Józio przyszedł”. Zjawisko to, dotyczące imion osobowych (w zasadzie tylko zdrobnień imion męskich na -ś, -sio, np. Krzyś, Krzysio; oraz utworzonych od nich zgrubień na -cho, np. Krzycho: „Krzychu powiedział, że Rysiu przyjdzie jutro”). Jest ono analogiczne do pewnego procesu w rozwoju języka francuskiego z łaciny ludowej. Podczas gdy ogromna większość francuskich rzeczowników pochodzi od łacińskiego biernika, mianownik (z końcowym -s) zaczął pełnić funkcję wołacza w niektórych imionach osobowych; później z kolei użycie tego „nowego wołacza” rozszerzyło się także z powrotem na funkcje mianownika (podobnie jak „Józiu” może zastąpić formę „Józio”), czego skutkiem jest zachowanie się do dzisiaj końcowego -s w wielu imionach francuskich (m.in. Jacques, Charles, Jules, Louis).

### Wołacz a pozostałe przypadki
W niektórych gramatykach wołacz nie jest uznawany za przypadek, lecz za osobną formę wyrazu, niewchodzącą w skład systemu deklinacji (w konsekwencji podaje się, że w języku polskim występuje jedynie 6 przypadków). Przyczyną takiego pojmowania wołacza przez niektórych językoznawców jest to, że forma ta w przeciwieństwie do wszystkich pozostałych przypadków nie określa związku między wyrazem w wołaczu a resztą wyrazów w zdaniu.
Wołacz występuje też czasami na liście polskich przypadków nie na 7., lecz na 5. miejscu.
Wołacz, w przeciwieństwie do pozostałych przypadków, nie ma pytania. Popularna wskazówka O! jest myląca, ponieważ może sugerować formy mianownika O, samolot!, O, żaba!, zamiast poprawnego samolocie, żabo. Należy więc tę wskazówkę czytać jako bezpośredni zwrot do adresata O [...]!, np. O Boże!, O Aleksandro!.

## W innych językach
Wołacz wchodził w skład systemu deklinacji języka praindoeuropejskiego i został odziedziczony przez wiele języków indoeuropejskich, między innymi prasłowiański, kontynuowany przez późniejsze języki słowiańskie. W niektórych współczesnych językach słowiańskich wołacz utrzymał się (np. polski, czeski, serbsko-chorwacki, bułgarski, ukraiński) w innych natomiast zanikł, np. w rosyjskim, słowackim czy słoweńskim (w językach tych wołacz zanikł jako forma produktywna, nie wyklucza to jednak zachowania się wyrazów w wołaczu w pewnych stałych zwrotach, np. „Боже мой!” – „Boże mój!” w rosyjskim). W niektórych językach słowiańskich utworzenie formy wołacza jest teoretycznie możliwe, jednak już nie stosowane w praktyce.
Poza tym wołacz występował w większości starszych języków indoeuropejskich, np. łacinie, grece, sanskrycie, awestyjskim, hetyckim (szczątkowo), tocharskim B, gockim. Większość współczesnych języków indoeuropejskich już go nie posiada, utrzymał się jednak m.in. w nowogreckim (szczątkowo), rumuńskim, litewskim i łotewskim. Wołacz posiadają także liczne języki nieindoeuropejskie, jak np. gruziński.
Wołacz nie występuje m.in. w języku angielskim, niemieckim czy francuskim. W tych językach funkcję wołacza pełni forma mianownikowa, a przedimek bądź rodzajnik jest opuszczany, np. boy, come here; ragazzo, vieni qui – chłopcze, przyjdź tu.